# Bad-сектор
Bad-сектор — це сектор на диску комп'ютера або на флеш-карті, який не може бути використана через пошкодження (або нездатності ОС з'єднатися з ним), такі як: фізичне пошкодження поверхні диска або транзисторів флеш-пам'яті. Для виявлення таких секторів, як правило, використовують утиліти такі як: CHKDSK або SCANDISK на Microsoft систем або badblocks на Unix-подібних систем. Після вияву програмою таких блоків утиліта помітить їх як недієздатні (усі файлові системи містять положення про непридатний для використання сектора) і в подальшому операційна система буде ігнорувати помічені блоки.
Якщо файл використовує сектор, що позначений як поганий, то сектор файлу перевизначається на вільний. Дані що містилися у пошкодженому блоці будуть втрачені. Для уникнення втрати інформації спочатку потрібно застосувати методи відновлення даних, а пізніше розбиття на bad-сектори.
Коли виявлено поганий або нестійкий сектор в прошивку контролера диска записується інформація про перевизначення сектора (замість старого блоку буде виділено новий). У нормальній роботі жорсткого диска, виявлення та перепризначення збійних секторів має відбуватися прозоро для іншої частини системи і заздалегідь, перш ніж дані будуть втрачені.
Є два типи перепризначення секторів на диску: P-LIST (список перепризначення під час заводських випробувань виробництва) і G-List (список що створюється під час споживання).
Є різні утиліти, які можуть за технологією S.M.A.R.T. прочитати інформацію про те, скільки секторів були перерозподілені, і скільки запасних секторів ще залишилося. Оскільки операції читання і запису з G-List секторів автоматично перенаправляються на інші блоки, то це несе за собою збільшення часу роботи з диском (навіть якщо дані дефрагментовані). Якщо G-LIST заповнюється повністю, то це означає, що прийшов час замінити диск.